# Carex viridula
Carex viridula é uma espécie de planta com flor pertencente à família Cyperaceae. 
A autoridade científica da espécie é Michx., tendo sido publicada em Flora Boreali-Americana 2: 170. 1803.

## Portugal
Trata-se de uma espécie presente no território português, nomeadamente os seguintes táxones infraespecíficos:
- Carex viridula subsp. cedercreutzii - presente  no Arquipélago dos Açores e no Arquipélago da Madeira. Em termos de naturalidade é endémica da região Macaronésia. Não se encontra protegida por legislação portuguesa ou da Comunidade Europeia.
- Carex viridula subsp. viridula - presente em Portugal Continental. Em termos de naturalidade é nativa da região atrás referida. Não se encontra protegida por legislação portuguesa ou da Comunidade Europeia.